# Petre Vlădescu
Petre Vlădescu, romunski general, * 1888, † 1977.